# Auct. de praen.
Der Ausdruck auct. de praen. oder auctor de praenominibus (von lateinisch auctor „Urheber, Autor“ und praenomen „Vorname“) ist die verbreitete, aber veraltete Hilfsbezeichnung für den unbekannten Urheber eines lateinischen Traktates über Vornamen, de praenominibus.
Der Traktat findet sich als Anhängsel in der sogenannten Epitome des Paris, einer Schrift aus dem 4. Jahrhundert von Julius Paris, deren Hauptteil eine Zusammenfassung von Valerius Maximus’ umfangreichem Werk Facta et dicta memorabilia ist. Der angehängte Traktat hat damit nichts zu tun; auch scheint er unvollständig zu sein, denn aus seiner Einleitung geht hervor, dass er ursprünglich noch weitere Themen behandelt hatte, und im Ganzen wohl eine spätantike (Kurz-)Grammatik gewesen war.
Am Ende des Traktates wird Gaius Titius Probus als Verfasser genannt, man hat jedoch im 19. und 20. Jahrhundert lange vermutet, dass er den Traktat nur zusammengefasst hat und dass der eigentliche Urheber unbekannt ist. Neuere Darstellungen sehen ihn dagegen als Urheber an; als (Gesamt-)Titel seines Werkes wird heute de nomine et verbo verwendet.